# Sofia da Saxônia
Sofia Maria Frederica Augusta leopoldina Alexandrina Ernestina Albertina Isabel de Saxe (em alemão: Sophie Maria Friederike Auguste Leopoldine Alexandrine Ernestine Albertine Elisabeth von Sachsen) (Dresden, 15 de março de 1845 - Munique, 9 de março de 1867), foi princesa da Saxônia por nascimento e duquesa na Baviera pelo casamento.

## Biografia

### Família
Sofia era a filha mais nova do rei João I da Saxônia e da princesa Amélia Augusta da Baviera. Seus avós paternos foram Maximiliano, príncipe herdeiro da Saxônia e a princesa Carolina de Parma; e seus avós maternos foram o rei Maximiliano I da Baviera e a princesa Carolina de Baden. Entre seus irmãos encontram-se os reis da Saxônia Alberto I e Jorge I e Ana Maria, grã-duquesa da Toscana. Era sobrinha de Maria Fernanda, grã-duquesa da Toscana, Frederico Augusto II da Saxônia (e de sua esposa, a rainha Maria Ana), Maria Ana, grã-duquesa da Toscana, Maria Josefa, rainha de Espanha e Isabel Luísa, rainha da Prússia; e prima-irmã de Francisco José I da Áustria (e de sua esposa, a imperatriz "Sissi") e de Maximiliano I do México.

### Casamento
Casou-se em Dresden, em 11 de fevereiro de 1865, com seu primo-irmão, o duque Carlos Teodoro da Baviera, filho do duque Maximiliano da Baviera e da princesa Luísa Guilhermina da Baviera. Carlos era irmão da imperatriz "Sissi" da Áustria, Maria Sofia, rainha das Duas Sicílias e de Sofia Carlota, duquesa d'Alençon.

### Doença e morte
O parto dificultoso da princesa Amália causou sérios problemas respiratórios a Sofia que, apesar da recuperação, permaneceu com a saúde frágil. Um ano depois, ainda debilitada, Sofia contraiu uma forte gripe, que a matou aos 21 anos de idade, em 9 de março de 1867. Seu corpo foi sepultado na Abadia de Tegernsee.

## Títulos e honrarias
- 15 de março de 1845 – 11 de fevereiro de 1865: Sua Alteza Real, Princesa Sofia da Saxônia, Duquesa de Saxe
- 11 de fevereiro de 1865 – 9 de março de 1867: Sua Alteza Real, Duquesa Sofia da Baviera, Princesa e Duquesa da Saxônia

## Descendência
| Nome         | Nascimento             | Morte              | Notas |
| ------------ | ---------------------- | ------------------ | --- |
| Amália Maria | 24 de dezembro de 1865 | 26 de maio de 1912 | Casada (1892) com o príncipe Guilherme de Württemberg (mais tarde rei da Lituânia, como Mindaugas II), com descendência. |

## Nota
- Este artigo foi inicialmente traduzido, total ou parcialmente, do artigo da Wikipédia em inglês cujo título é «Princess Sophie of Saxony», especificamente desta versão.